# Titoli nobiliari etiopici
Sino alla fine della monarchia etiopica nel 1974 erano presenti in Etiopia due categorie di nobiltà: i Mesafint e i Mekwanint. I Mesafint (ge'ez: መሳፍንት masāfint, moderno mesāfint, singolare ge'ez: መስፍን masfin, moderno mesfin, "principe"), la nobiltà ereditaria, costituivano l'alta classe dirigente. I Mekwanint (ge'ez: መኳንንት mäkʷanin, moderno mäkʷenin, singolare ge'ez: መኳንንት mäkʷanin, moderno mäkʷenin, amarico መኮንን mekonnen, "governatore"), la nobiltà nominata, spesso di umile nascita, componeva la maggior parte della nobiltà. Fino al XX secolo le personalità più autorevoli e potenti della corte erano generalmente appartenenti ai Mekwanint nominati dal sovrano, mentre invece a livello locale i Mesafint godevano di maggiore influenza e potere. L'imperatore Hailé Selassié ridusse notevolmente le prerogative dei Mesafint, favorendo i Mekwanint, i quali vennero infine a coincidere sostanzialmente con il governo dell'Etiopia.
I Mekwanint erano funzionari a cui erano stati concesse particolari cariche nel governo o a corte. Ai Mekwanint erano conferiti anche titoli prestigiosi come Ras e Balambaras. Un appartenente ai Mesafint avrebbe tuttavia avuto la precedenza in caso di detenzione del medesimo titolo. Ad esempio, Ras Mangascià Giovanni, figlio dell'imperatore Giovanni IV e quindi membro dei Mesafint, avrebbe avuto la precedenza rispetto a Ras Alula Engida, il quale era di umili origini e quindi membro dei Mekwanint, nonostante fossero detentori dello stesso titolo.
Esistevano anche norme sulla precedenza parallele basate sull'anzianità, sulle cariche ricoperte e sulla data di conferimento del titolo, il che rese le regole per la precedenza piuttosto complicate. L'imperatore Hailé Selassié, come parte del suo programma di riforme moderne, e in linea con il suo obbiettivo di accentrare il potere in sfavore dei Mesafint, sostituì il tradizionale regolamento per la precedenza con un sistema semplificato di ispirazione occidentale, basato sulla sola importanza del titolo e, nel caso il titolo fosse stato il medesimo, sull'anzianità dell'ottenimento, a prescindere dalle modalità in cui esso era stato acquisito.

## Titoli imperiali e reali

### Negus Neghesti
Il Negus Neghesti (Ge'ez: ንጉሠ ነገሥት nəgusä nägäst, "Re dei Re") era l'imperatore d'Etiopia. Nonostante numerosi re di Axum avessero utilizzato questo titolo, sino alla restaurazione della dinastia Salomonide ad opera di Iecuno Amlac i sovrani dell'Etiopia utilizzarono il titolo di Negus, anche se "Re dei Re" venne utilizzato sin dall'epoca di Ezanà.
La titolatura completa dell'Imperatore d'Etiopia era Negust Neghesti e Seyoume Igziabeher ("Eletto del Signore"). Il titolo Moa Anbessa Ze Imnegede Yehuda (Leone Conquistatore della Tribù di Giuda) precedeva sempre i titoli dell'Imperatore. Esso non era un titolo personale, ma piuttosto un riferimento al titolo di Cristo, che veniva collocato prima del nome dell'Imperatore in un atto di sottomissione imperiale. Fino al regno di Giovanni IV l'Imperatore era anche Negus Tsion (Ge'ez: ንጉሠ ጽዮን nəgusä tsiyon, "Re di Sion"), la cui sede fu Axum, e che conferiva la sovranità sulla maggior parte del nord dell'Impero.
All'Imperatore ci si riferiva in modo formale con l'appellativo Girmawi (Ge'ez: ግርማዊ gärimawi, "Sua Maestà Imperiale"), mentre quando ci si rivolgeva direttamente a lui si utilizzava Janhoy (Ge'ez: ጃንሆይ djənhoi, "Vostra Maestà Imperiale" o letteralmente "sire"). In ambito familiare si usava Getochu ("Nostro Maestro" al plurale), mentre per riferirsi a lui in terza persone si adoperava il suffisso Atze ("Imperatore", ad esempio Atse Menelik).
Ogni discorso riferito all'Imperatore utilizzava il plurale maiestatico, così come lo stesso Imperatore si esprimeva in tale modo; Hailé Selassié, per esempio, si riferiva a sé stesso con la prima persona plurale in ogni occasione, incluse le conversazioni informali o quando parlava in francese (ma non lo stesso in inglese, poiché non era sufficientemente fluente).

### Negus
Il Negus (Ge'ez: ንጉሥ nəgus, "re") era il sovrano ereditario di una provincia, che governava autorizzato dal monarca ad utilizzare il suo titolo imperiale. Il titolo di Negus era concesso a discrezione dell'Imperatore a coloro che governavano importanti province, anche se venne spesso trasmesso ereditariamente durante e dopo l'Era dei Principi. I sovrani di Beghemder, Scioa, Goggiam e Uollò detennero tutti il titolo di Negus per qualche tempo, come "Negus di Scioa", "Negus di Goggiam", e così via.
Durante o dopo il regno di Menelik II praticamente tutti questi titoli confluirono nella corona imperiale o vennero aboliti. Nel 1914, dopo che venne nominato "Negus di Sion" da suo figlio Ligg Iasù (Iasù V), Mikael di Uollò, consapevole dei sentimenti ostili che tale nomina attirava verso di lui dalla nobiltà del nord (in particolare Leul Ras Sejum Mangascià, alla cui famiglia venne negato il titolo da Menelik II), che era ora tecnicamente subordinata a lui, scelse invece di utilizzare il titolo di Negus di Uollò. A Tafari Makonnen, che in seguito divenne l'imperatore Hailé Selassié, venne conferito il titolo di Negus nel 1928; fu l'ultima persona ad ottenerlo.
Nonostante ciò, le fonti europee si riferirono al monarca etiopico come Negus sino al XX secolo, iniziando ad utilizzare Imperatore solo dopo la Seconda guerra mondiale - circa lo stesso periodo in cui il nome Abissinia cadde in disuso a favore di Etiopia.

### Leul
Leul (Ge'ez: ልዑል lə'ul, "principe") era un titolo principesco utilizzato dai figli e dai nipoti dell'Imperatore. Conferiva al titolare il trattamento di Altezza Imperiale. Esso venne usato la prima volta nel 1916, dopo l'incoronazione dell'imperatrice Zauditù.

### Abeto
Abetohun o Abeto (Ge'ez: አቤቶሁን abētōhun o አቤቶ abētō, "principe"). Titolo riservato ai maschi di discendenza imperiale per linea maschile. Il titolo cadde in disuso alla fine del XIX secolo. Ligg Iasù tentò di farlo rivivere come Abeto-hoy ("gran principe"), e questo è il titolo oggi usato dal pretendente iausuista Ligg Girma Giovanni Iasù.

### Ras
Il Ras (Ge'ez: ራስ ras, lett. "testa", da comparare con l'arabo Rais) è uno dei titoli non imperiali, paragonato dallo storico Harold G. Marcus al titolo di duca. Il titolo combinato di Leul Ras veniva conferito ai capi dei rami cadetti della dinastia imperiale, come i principi di Goggiam, Tigrè e Selalle.

### Bituodded
Bituodded (Ge'ez: ቢትወደድ bitwädäd, lett. "adorato"). Titolo che si pensa sia stato creato da Zara Iacòb che ne nominò due, uno della Sinistra e uno della Destra. Questi vennero poi fusi in un unico titolo, che divenne il più importante dei ras, il ras bituodded. Marcus lo paragona a un conte.

### Ligg
Ligg (Ge'ez: ልጅ ləj, lett. "figlio"). Titolo conferito alla nascita ai figli dei Mesafint, la nobiltà ereditaria.

## Titoli militari maschili

### Degiasmacc
Degiasmacc (Ge'ez: ደጃዝማች däjazmač, "comandante/generale della Porta") o abbreviato Degiac. Titolo militare che designava il comandante del corpo centrale del tradizionale esercito imperiale che comprendeva l'avanguardia, il corpo centrale, l'ala sinistra, l'ala destra e la retroguardia. Marcus lo paragona al titolo di conte. Gli eredi del Leul Ras ricevevano il titolo di Leul Deggiasmac per essere differenziati dai Deggiasmac di sangue non imperiale.

### Fitaurari
Fitaurari (Ge'ez: ፊትአውራሪ, "comandante dell'avanguardia"). Titolo militare conferito al comandante dell'avanguardia di una forza armata tradizionale etiopica. Marcus lo paragona ad un barone.

### Grasmac
Grasmac (Ge'ez: ግራዝማች grazmač, "comandante dell'ala sinistra"). Titolo militare conferito al comandante dell'ala sinistra di una forza armata tradizionale etiopica.

### Cagnasmac
Cagnasmac (Ge'ez: ቀኛዝማች qəñazmač, "comandante dell'ala destra"). Titolo militare conferito al comandante dell'ala destra di una forza armata tradizionale etiopica.

### Asmac
Asmac (Ge'ez: አዝማች azmač, "comandante della retroguardia"). Titolo militare conferito al comandante della retroguardia di una forza armata tradizionale etiopica, solitamente un consigliere fidato e principale ministro del capo.

### Balambaras
Balambaras (Ge'ez: ባላምባራስ balambaras, "comandante di un'Amba/di una fortezza"). Titolo militare conferito al comandante di una fortezza, o anche al comandante delle guardie, dell'artiglieria o della cavalleria di una forza armata tradizionale etiopica; fondamentalmente militari detentori di incarichi importanti.

## Titoli nobiliari femminili

### Nighiste Neghesti
La Nighiste Neghesti (Ge'ez: ንግሥተ ነገሥት nəgəstä nəgəst, "regina dei re"), era l'Imperatrice d'Etiopia regnante per proprio diritto, e non in quanto consorte. L'imperatrice Zauditù fu l'unica donna ad essere incoronata in Etiopia per suo diritto sin dai tempi antichi. Invece di utilizzare il titolo di Itege riservato alle imperatrici consorti, Zauditù usò la versione femminile del titolo imperiale, a dimostrazione della piena legittimità del proprio regno. Le venne concesso il trattamento di Girmawit ("Maestà Imperiale") e il titolo di Siyimte Igziabiher (Ge'ez: ሥይምተ እግዚአብሔር səyəmtä əgziabhēr, "Eletta del Signore"). Venne comunemente indicata come Nighiste ("regina"). La Costituzione riveduta del 1955 escluse le donne dalla successione al trono, abolendo definitivamente questo titolo.

### Itege
La Itege (Ge'ez: እቴጌ ətēgē) era l'Imperatrice consorte, sposa dell'Imperatore. Le imperatrici consorti venivano generalmente incoronate dall'Imperatore nel Palazzo imperiale. Tuttavia l'imperatrice Taitù Batùl, consorte di Menelik II, fu la prima Itege ad essere incoronata in chiesa invece che nel Palazzo. La sua incoronazione avvenne il secondo giorno della celebrazione per l'incoronazione dell'Imperatore. L'imperatrice Menen Asfaw fu invece la prima Itege ad essere incoronata nello stesso giorno e nella stessa cerimonia con il marito, l'imperatore Hailé Selassié. La Itege aveva diritto al trattamento di Girmawit ("Sua/Vostra Maestà Imperiale").

### Leult
Leult (Ge'ez: ልዕልት lə'əlt, "principessa"). Titolo utilizzato la prima volta dopo l'incoronazione dell'imperatrice Zauditù I nel 1916. Concesso alla nascita alle figlie del sovrano e alle nipoti per linea maschile. Solitamente concesso alle mogli dei Leul Ras e alle nipoti del sovrano per linea femminile dopo il matrimonio. Una notevole eccezione alla regola fu Leult Yeshashework Yilma, nipote dell'imperatore Hailé Selassié attraverso suo fratello maggiore, che ricevette il titolo insieme al trattamento di "Altezza" dall'imperatrice Zauditù in seguito al proprio matrimonio con Leula Ras Gugsa Araya Selassie nel 1918, e poi dallo zio in seguito alla sua incoronazione nel 1930, insieme al trattamento superiore di "Altezza Imperiale".

### Emebet Hoy
Emebet Hoy (Ge'ez: እመቤት ሆይ ’əmäbēt hōy, "grande dama reale"). Concesso alle mogli dei Leul Deggiasmac e ad altre donne di alto rango aventi sangue reale.

### Emebet
Emebet (Ge'ez: እመቤት 'əmäbēt, "dama reale"). Concesso alle nipoti per linea femminile non coniugate del sovrano (dopo il matrimonio veniva generalmente concesso il titolo di Leult) e alle figlie dei Leul Ras.

### Uoizerò
Uoizerò (Ge'ez: ወይዘሮ wäyzärō, "dama"). In origine un alto titolo nobiliare che nel tempo finì per divenire il trattamento generale utilizzato con le donne sposate ("signora"). Veniva talvolta ancora concesso dall'Imperatore nel XX secolo a donne non reali, talvolta con il grado superiore di Uoizerò Hoy ("grande dama").

### Uoizerit
Uoizerit (Ge'ez: ወይዘሪት wäyzärit, "signora"). In origine un alto titolo nobiliare per donne non sposate che nel tempo finì per divenire il attentamente generale utilizzato per le donne non sposate ("signorina"). A volte concesso come Uoizerit Hoy ("grande signora"), ma solo alle vedove.

## Importanti titoli locali

### Bahr Negus
Bahr Negus (Ge'ez: ባሕር ንጉሥ bahər nəgus, "sovrano/re dei mari). Re dei territori a nord del fiume Mareb, e di conseguenza il più potente nobile nell'Etiopia medievale dopo l'Imperatore stesso. Conseguentemente alle rivolte del Bahr Negus Yeshaq e all'autonomia del Medri Bahri nell'odierna Eritrea, nel tardo XVI secolo, questo titolo perse gran parte della sua autorità. Anche se ne vengono citati detentori sino al XVIII secolo, essi furono di scarsa importanza.

### Meridasmacc
Meridasmacc (Ge'ez: መርዕድ አዝማች märəd 'azmač, "temibile comandante" o "generale supremo"). Questo titolo era legato a quello di Deggiasmacc e di Cagnasmacc. A partire dal XVIII secolo il titolo indicò il sovrano dello Scioa, fino a quando Hailé Selassié lo mutò in Negus. Venne in seguito fatto rivivere per il principe ereditario Asfaw Wossen.

### Mesfin Harar
Mesfin Harar (Ge'ez: መስፍነ ሐረር mäsfinä ḥarar, "duca di Harar"). Titolo ereditario creato nel 1930 per il secondo figlio dell'imperatore Hailé Selassié, il principe Makonnen. Il titolo corretto della moglie del Mesfin sarebbe Sefanit, ma più spesso venne utilizzato Mesfinit. Alla morte del principe, il titolo passò a suo figlio il principe Wossen Seged, il quale è attualmente secondo nella linea di successione dopo il principe Zera Iacob.

### Nebura ed
Nebura ed (Ge'ez: እድ nəburä 'əd, "nominato con l'imposizione delle mani"). Titolo del governatore civile di Axum, prerogativa del clero. Chiamato anche Liqat Axum. Data l'importanza storica e simbolica di tale città, le norme sulla precedenza emanate nel 1689 posero il Nebura ed in posizione superiore a tutti gli altri governatori provinciali. Quando al titolo venne poi associato il Ras Warq (il diritto di portare un diadema), esso venne elevato sopra tutti i Ras. Nonostante fosse un titolo civile concesso dall'Imperatore, era solitamente conferito a un sacerdote, poiché Axum era il sito religioso di maggiore importanza all'interno del Paese. Il titolo di Nebura ed venne concesso anche all'amministratore della Chiesa di Santa Maria ad Addis Alem, fondata da Menelik II a ovest di Addis Abeba. Tuttavia il Nebura ed di Addis Alem era posizionato a un livello molto inferiore del Nebura ed di Axum, e non gli era concesso il Ras Warq.

### Tigrè Markonnen
Tigrè Markonnen (Ge'ez: ትግራይ መኮንን təgray mäkōnən). Titolo del governatore della provincia del Tigrè. Sotto il regno dell'imperatore Giovanni IV nel tardo XIX secolo, il Tigrè Markonnen divenne per breve tempo il responsabile dei territori una volta governati dal Bhar Negus, diventando il governatore più potente dell'Eritrea.

### Uagsciùm
Uagsciùm (Ge'ez: ዋግሹም wagšum). Titolo del governatore, o Sciùm, della provincia di Uàg. Il titolo di Uagsciùm era ereditario, e i suoi detentori facevano risalire la propria discendenza sino ai re della dinastia Zaguè.

### Shum Agame
Il titolo di Shum Agame era concesso al governatore del distretto di Agamé nel Tigrè, ereditario nella famiglia del Deggiasmac Sebagadis, importante figura durante l'Era dei Principi. Ras Sebhat Aregawi, un rivale di lunga data della famiglia dell'imperatore Giovanni IV, fu uno dei più famosi Shum Agame.

### Shum Tembien
Shum Tembien (Ge'ez: ሹም ታምብየን Šum tambyän). Titolo del governatore del distretto di Tambien nel Tigrè. L'imperatore Giovanni IV era figlio dello Schum Tembien Mercha.

### Giantirar
Il titolo di Giantirar era riservato ai soli componenti maschi della famiglia che governava il forte di montagna di Ambassel nello Uollò (oggi Uollò meridionale). Il titolo di Giantirar era fra i più antichi presenti nell'Impero d'Etiopia. L'imperatrice Menen, consorte dell'imperatore Hailé Selassié, era figlia del Giantirar Asfaw.

## Importanti titoli della Corte imperiale

### Enderase
L'Enderase (Ge'ez: እንደራሴ 'əndärasē, lett. "come me stesso") era il titolo conferito al reggente dell'Impero nei momenti di gioventù, infermità o generale impedimento dell'Imperatore. L'imperatrice Zauditù, che regnò dal 1917 al 1930, venne obbligata a condividere il potere con un Enderase, Ras Tafari Markonnen, che era anche il suo erede designato, e che in seguito venne incoronato come Hailé Selassié.
Il titolo era usato anche dai rappresentanti del sovrano presso i feudatari e i vassalli, agendo in modo simile a un viceré. Nel XX secolo venne utilizzato inoltre da alcuni governatori provinciali, in particolare quello della provincia autonoma di Eritrea, che fu restituita all'Etiopia nel 1952. Il titolo continuò ad essere utilizzato anche al termine del regime di autonomia, e venne in seguito adottato dagli altri governatori provinciali.
L'imperatore in esilio Amhà Selassié nominò nel 1993 il principe Bekere Fikre-Selassié proprio Enderase nel Consiglio della Corona d'Etiopia, in qualità di proprio rappresentante, ed egli detiene ancora il titolo, poiché il principe ereditario Zera Iacob non si è dichiarato Imperatore.

### Reise Mekwanint
Il titolo di Reise Mekwanint (Ge'ez: ርዕሰ መኳንንት rə'əsä mäkʷanənt, "capo dei nobili") venne concesso durante l'Era dei Principi, ed elevava il detentore sopra tutti i nobili nominati, i Mekwanint. Veniva concesso all'Enderase, che in quel periodo deteneva gran parte del notevolmente limitato potere imperiale. Venne concesso l'ultima volta al deggiasmac Cassa dal fratellastro, l'imperatore Teclè Ghiorghìs II, prima che quest'ultimo venisse deposto dallo stesso Cassa, incoronatosi poi imperatore con il nome di Giovanni IV.

### Tsehafi Tezaz
Il titolo di Tsehafi Tezaz (Ge'ez: ጸሐፌ ትእዛዝ ts'äḥafē tə'əzaz, lett."scriba per comando", ma solitamente tradotto "ministro della penna") era detenuto dal più potente funzionario della Corte imperiale. Lo storico John Spencer afferma che fosse "colui che tradizionalmente camminava due passi dietro l'Imperatore per ascoltare e trascrivere tutti gli ordini che egli dava nel corso di un'udienza o di un giro d'ispezione". Spencer aggiunge che sotto Hailé Selassié lo Tsehafi Tezaz custodiva il Gran Sigillo, curava il registro di tutte le principali nomine ed era responsabile della pubblicazione di tutte le leggi ed i trattati; "la sua firma, piuttosto che quella dell'Imperatore, appariva sulle pubblicazioni [ufficiali], anche nell'intestazione si riferiva sempre a Sua Maestà Imperiale". Durante il mandato di Aklilu Habte-Wold (1961-1974) il titolo venne combinato con quello di Primo ministro.

### Afa Negus
Il titolo di Afa Negus (Ge'ez: አፈ ንጉሥ ’afä nəgus, "bocca del re") era concesso in origine ai due araldi che agivano come portavoce ufficiali dell'Imperatore. Dato che l'Imperatore non parlava mai in pubblico, questi funzionari parlavano in pubblico in sua vece, riferendo le parole del sovrano. Dal 1942 il titolo venne concesso solo ai giudici della Suprema Corte imperiale.

### Lique Mekwas
Il titolo di Lique Mekwas (Ge'ez: ሊቀ መኳስ liqä mäkʷas) era concesso al sosia o doppio dell'Imperatore, che lo accompagnava in battaglia. Il titolo era detenuto da due consiglieri fidati e altamente favoriti. Camminavano o cavalcavano su entrambi i lati del sovrano in battaglia, nelle processioni pubbliche, vestiti altrettanto o se possibile più magnificamente dell'Imperatore, al fine di distrarre eventuali assassini.

### Acabe Seat
L'Acabe Seat (Ge'ez: አቃቤ ሰዓት ’aqabē sä‘at, "custode del tempo") era un alto funzionario, spesso un sacerdote, incaricato di organizzare l'agenda dell'Imperatore e che deteneva l'autorità su tutto il personale religioso della Corte imperiale. Il titolo garantiva immenso potere nel periodo medievale, ma divenne quasi esclusivamente onorifico sotto gli imperatori Gondarine, e alla fine scomparve.

### Blattengeta
Il Blattengeta (Ge'ez: ብላቴን ጌታ blatēn gēta, "signore dei paggi") era un alto funzionario della Corte che svolgeva funzioni di amministrazione dei palazzi. Venne in seguito utilizzato come titolo onorifico.

### Blatta
Blatta (Ge'ez: ብላታ blata, "paggio") era il titolo assegnato ad alti funzionari della Corte, incaricati di supervisionare la supervisione del rispetto dei protocolli cerimoniali del Palazzo e di soddisfare le esigenze personali della famiglia imperiale.

### Basha
Basha (Ge'ez: ባሻ Baša) era un titolo derivato da quello turco (ottomano) ed egiziano di Pascià, ma mentre in tali Paesi esso era un titolo di notevole importanza e prestigio, in Etiopia era assegnato a funzionari minori.

## Importanti titoli del governo civile

### Negadras
Un Negadras (Ge'ez: ነጋድራስ nägadras, "capo dei mercanti") era il capo nominato dei commercianti di una città grande e importante, i quali sorvegliavano le operazioni dei mercanti, l'amministrazione dei dazi e la riscossione delle imposte. Verso la fine del XIX secolo il Negadras era spesso il funzionario più importante delle città, agendo sostanzialmente come sindaco.
Nel 1900 i vari Negadrasoch erano subordinati al Negadras di Addis Abeba, Hailé Ghiorghìs Uoldemicaèl, che nel 1906 supervisionava gli affari esteri e le missioni diplomatiche nella capitale, concedendo concessioni e contratti alle imprese straniere, detenendo nei fatti i poteri di sindaco, capo della polizia, ministro del commercio e ministro degli affari esteri. Queste cariche vennero separate per la formazione del primo gabinetto nel 1907, e Hailé Ghiorghìs venne chiamato a ricoprirle. In seguito alla rimozione di Hailé Ghiorghìs nel 1917 ad opera dell'allora reggente Ras Tafari Makonnen, la carica di Negadras perdette gran parte dei suoi poteri in favore della carica di Kentiba, capo del governo municipale, creato nel 1910, e in seguito altre città adottarono lo stesso sistema.

### Kentiba
Kentiba (Ge'ez: ከንቲባ käntiba, "sindaco" ) è il titolo concesso al sindaco di una città o di un grande insediamento in tempi moderni o di una provincia o più province in ere antiche. In tempi antichi il kentiba era il luogotenente del re, un capo di una data area. In certi casi, sempre in tempi antichi, il titolo di kentiba poteva passare da padre in figlio, in altri casi il titolo veniva assegnato ad una persona eletta che poteva detenere la carica per un certo numero di anni. Terminati gli anni di investitura, la carica veniva assegnata ad un nuovo eletto.